# NGC 3849
NGC 3849 is een spiraalvormig sterrenstelsel in het sterrenbeeld Maagd. Het hemelobject werd op 11 februari 1878 ontdekt door de Amerikaanse astronoom David Peck Todd.

## Synoniemen
- IC 730
- NPM1G +03.0317
- IRAS 11430+0330
- MCG 1-30-13
- ZWG 40.40
- PGC 36658